# Трофимова, Нонна Петровна
Нонна Петровна Трофимова (6 февраля 1922, Таганрог — 6 июля 1943, Таганрог) — член таганрогской антифашистской подпольной организации.

## Биография
Родилась 6 февраля 1922 года в Таганроге. Училась в таганрогской школе № 2 им. А. П. Чехова.
Во время оккупации Таганрога стала активным участником подпольной организации.
Награждена орденом Отечественной войны II степени посмертно.